# غوتفريد هانسن
غوتفريد هانسن (بالألمانية: Gottfried Hansen)‏ (و. 1881 – 1976 م) هو ضابط ألماني، ولد في رندسبورغ، ويحمل رتبة عسكرية Admiral، توفي في كيل، عن عمر يناهز 95 عاماً.

## جوائز
حصل على جوائز منها:
- نيشان صليب قائد فرسان من رتبة استحقاق جمهورية ألمانيا الاتحادية
- وسام ألبرت الملكي الساكسوني [الإنجليزية]‏

## روابط خارجية
- غوتفريد هانسن على موقع مونزينجر (الألمانية)